# Free (Natalia Kills)
Free è il terzo singolo estratto dall'album di debutto di Natalia Kills, intitolato Perfectionist. Il singolo, cantato con will.i.am, è stato pubblicato il 28 giugno 2011.
La canzone è scritta dalla stessa Natalia Kills, insieme a Jeff Bhasker, Kid Cudi e Frankmusik.
Il video era stato pubblicato il 20 giugno precedente. Esistono due varianti del video, la seconda distribuita a due mesi dall'uscita dell'originale in collaborazione con Panasonic.

## Tracce
- Download digitale

1. Free – 3:57

## Classifiche
| Classifica (2011) | Posizione massima |
| ----------------- | ----------------- |
| Austria           | 4                 |
| Germania          | 16                |
| Paesi Bassi       | 96                |
| Repubblica Ceca   | 50                |
| Slovacchia        | 11                |